# Sv. Jakub Větší z Františkových Lázní
Sv. Jakub Větší z Františkových Lázní patří k okruhu díla tzv. Mistra Týneckého Zvěstování, vyškoleného v Sasku. Jeho dílna, ze které se dochovalo v oblasti severních a západních Čech téměř 70 děl, byla činná kolem roku 1520 pravděpodobně v Plzni. Socha je součástí expozice chebské gotiky Galerie výtvarného umění v Chebu.

## Popis a zařazení
Plně plastická socha z lipového dřeva 90 × 32 × 25 cm, vzadu vyhloubená. Chybí prsty pravé ruky a poutnická hůl. Při restaurování byla odstraněna mladší polychromie i s mladším křídovým podkladem. Restauroval J. Tesař (1970).
Klidně stojící postava bosého poutníka je znázorněna v kontrapostu s pravou nohou volnou a hlavou pootočenou doleva. Sv. Jakub má na hlavě klobouk s mušlí a jeho přísnou tvář s ušlechtilými rysy a plnovousem rámují delší rovné vlasy. Pravou rukou přidržuje cíp pláště přetaženého před tělem, levá ruka tiskne na hruď zavřenou knihu. Přes pravé rameno má zavěšen řemen poutnické brašny ukryté pod pláštěm. Spodní přepásaný šat spadá dlouhými vertikálními záhyby, řasení svrchního pláště do ostrých prolamovaných záhybů ozvláštňují drobné konkávní plošky.
Celkové zmalebnění plastiky a provázanost drapériových ploch s tělesnými objemy řadí toto dílo k dílenské produkci Mistra Týneckého Zvěstování nebo přinejmenším do širšího okruhu saského sochařství po roce 1515. Vykoukal předpokládá, že v desátých a dvacátých letech 16. století přišlo z Freibergu do západních Čech několik řezbářů se shodným školením. Zásadní inspirační zdroj pro ně představoval tzv. Mistr dómských apoštolů (Meister der Freiberger Domapostel) ve Freibergu, a pokud jde o psychologizaci tváří, také tradiční francké řezbářství, představované Tilmanem Riemenschneiderem.

### Příbuzná díla
- Sv. Jan Evangelista z Kryr na Lounsku
- Sv. Jakub ze Žebnice u Plzně
- světecké figury z Hranice u Aše (Rossbach)